# Панагюрски колонии
Панагюрски колонии е село и летовище в Южна България. Намира се в община Панагюрище, област Пазарджик.

## География
Панагюрски колонии се намира в планински район. Лежи на билото на Същинска Средна гора, на превал източно от връх Братия (1519 m н.в.). Изворът на река Медетска е в рамките на летовището. Съседно населено място е град Панагюрище (15 km на юг), който е и административен център на община Панагюрище. През Панагюрски колонии минава шосе 37 от републиканската пътна мрежа, което свързва Доспат (Родопите) през Златишки проход (Стара планина) с А2 (при село Джурово).

## История

### Началото
За първи път в местността е организиран детски лагер („колония“) през 1907 г. Като вилно летовище Панагюрски колонии е основано в началото на 30-те години на 20 век. В близост се е намирала сграда на летен лагер на Мъжката гимназия в Пловдив, построена през 20-те години.
След 1935 г. за кратко време са построени много вили както на граждани от Панагюрище, така и от градове в други краища на страната. Вилите са масивни и специфично пригодени само за обитаване през лятото. Те са на големи разстояния една от друга и типично не са оградени. Основани са също няколко детски летни лагера. Вилният курорт е един от най-големите в цялата страна с над 150 вили.
След Деветосептемврийския преврат много от вилите са национализирани или взети насилствено за ползване от държавата, тъй като собствениците им са от политически преследвани буржоазни и интелигентски семейства.

### МОК Медет
През 1968 г. на север от курорта, по поречието на река Медет започва разработката на медна мина под името „МОК Медет“. В следващите години прииждат минни работници от цяла България, които живеят в отчуждените вили. В курорта биват построени и няколко жилищни блока в типичен индустриален стил, който е в рязък контраст с алпийския вид на вилите. Построени са също културен дом с голяма кино и театрална зала и библиотека, както и начално детско училище и детска градина.
От този период нататък Панагюрски колонии се превръща в миньорско селище, което е целогодишно обитавано, но и никога не губи курортния си характер. Населението се увеличава всяко лято, когато летовниците пълнят своите вили, а също идват и групи детски лагери.

### Настояще
В началото на 90-те години на 20 век мина „Медет“ е закрита поради изчерпване на залежите. Национализираните вили биват реституирани. Постоянното население на Панагюрски колонии намалява плавно. Всички детски лагери биват изоставени, с изключение на Панагюрския ученически лагер. Много от апартаментите в жилищните блокове са купени от хора, които ги ползват само през лятото с цел почивка. След 2000 г. някои от обширните площи между старите вили биват парцелирани и до голяма степен застроени с нови вили на заможни панагюрци.

## Население
Численост на населението според преброяванията през годините:
| \| Година на преброяване \| Численост \| \| --------------------- \| --------- \| \| 1992 \| 685 \| \| 2001 \| 424 \| \| 2011 \| 307 \| \| 2023 \| 253 \| |           |
| Година на преброяване | Численост |
| 1992 | 685       |
| 2001 | 424       |
| 2011 | 307       |
| 2023 | 253       |

### Етнически състав

#### Преброяване на населението през 2011 г.
Численост и дял на етническите групи според преброяването на населението през 2011 г.:
|                     | Численост | Дял (в %) |
| Общо                | 307       | 100.00    |
| Българи             | 264       | 85.99     |
| Турци               | 4         | 1.30      |
| Цигани              | 17        | 5.53      |
| Други               | –         | –         |
| Не се самоопределят | 5         | 1.62      |
| Неотговорили        | 17        | 5.53      |

## Културни и природни забележителности
Природата в тази част на Средна гора се характеризира със стари букови гори. Районът на Панагюрски колонии е представлявал планински ливади, преди да се засели. Сега има парков вид с изкуствено засадени разнообразни дървесни видове, доминирани от смърчови дървета високи над 30 метра.
В близост до курорта се намират местностите Манзул, Белотруп, Пряслопа, връх Братия и др.

## Редовни събития
В края на август всяка година традиционно се чества „Денят на миньора“ с голям събор с музикално-забавна програма.
От 2000 г. насам около първи юни ежегодно се провежда детски празник.